# Pierre Baux
Pour les articles homonymes, voir Pierre Baux (homonymie) et Baux.
Pierre Baux (second du nom), issu d'une famille protestante de grands médecins nîmois, est un médecin, météorologiste et naturaliste français, né le 20 mai 1708 à Nîmes (Gard), et décédé le 29 octobre 1790 à Nîmes.

## Biographie
Agrégé au collège de médecins de Marseille, c'était un des plus zélés propagateurs de l'inoculation.
C'était également un proche collaborateur et ami de Réaumur (1683-1757). Il devient son correspondant à l'Académie des sciences le 24 juillet 1751 avant de devenir celui d'Antoine de Jussieu (1686-1758) le 20 décembre 1757, dont le frère Bernard de Jussieu (1699-1777), était un de ses collaborateurs.
C'était aussi lui qui enseigna les premières notions de botanique de François Boissier de Sauvages de Lacroix (1706-1767), de son frère Pierre-Augustin Boissier de Sauvages (1710-1795), et de Jean-François Séguier (1703-1784).
Enfin, c'était un météorologue et astronome réputé. Il s'occupa longuement d'observations météorologiques sur le département du Gard. Il était membre de l'Académie royale de Nîmes (une des plus anciennes de France).
Pierre Baux sollicita des titres de noblesses, mais sa demande fut rejetée, non parce qu’elle était erronée, mais simplement parce qu’elle émanait de protestants. Son beau-père Rey fut en effet incarcéré à Montpellier comme religionnaire et Claude Rey, son beau-frère, était pasteur du "Désert" habitant Vergèze (Gard).
Une plaque apposée sur une place et le nom d'une rue lui rendent hommage à Nîmes.

## Famille
Pierre II Baux est le fils de Pierre Ier Baux (1679-1732), médecin de renommée internationale, et l'arrière-petit-fils de Salomon Baux.
Pierre II Baux est le grand-père maternel de Benjamin Valz (1787-1867), astronome célèbre (qui continuera les recherches de Pierre Baux), et le beau-père de Jean Valz, un négociant fortuné et homme d'influence du Gard, qui sera une des dernières victimes de la Terreur.
La sœur de Pierre Baux est la tante du notable et banquier gardois David Dombre.

## Publications
- Parallèle de la petite vérole naturelle avec l'artificielle ou inoculée, Avignon, 1761.
- Observations météorologiques ; fruit de quarante années de travail.
- La collection de l'Académie des sciences contient plusieurs mémoires de Pierre Baux.
- Mémoire en faveur des mariages bénis au Déser (Bordeaux, 1773)